# حسناوا قاشوخ (سقز)
قرية حسناوا قاشوخ (بالكردية: حەسەناوای قاشوخ) هي إحدى القرى التابعة لـكولتبه في ريف قسم زيويه من مقاطعة سقز، في محافظة كردستان الإيرانية.

## السكان
حسب إحصاءات سنة 2006، بلغ إجمالي السكان في حسناوا قاشوخ 71 نسمة وعدد المساكن 14 مسكن. لغة سكان حسناوا قاشوخ هي اللغة الكردية و هم من أهل السنة والجماعة والمذهب الشافعي.